# Jak-38
Jak-38 (ros. Як-38) – radziecki odrzutowy samolot myśliwsko-szturmowy pionowego i krótkiego startu i lądowania (V/STOL), jedyny produkowany seryjnie samolot tego rodzaju okresu zimnej wojny obok brytyjskiego Harriera, początkowo znany pod oznaczeniem Jak-36M. W kodzie NATO oznaczony był jako Forger. Zbudowano ogółem 231 samolotów tego typu. Następcą samolotu jest Jak-141.

## Historia powstania

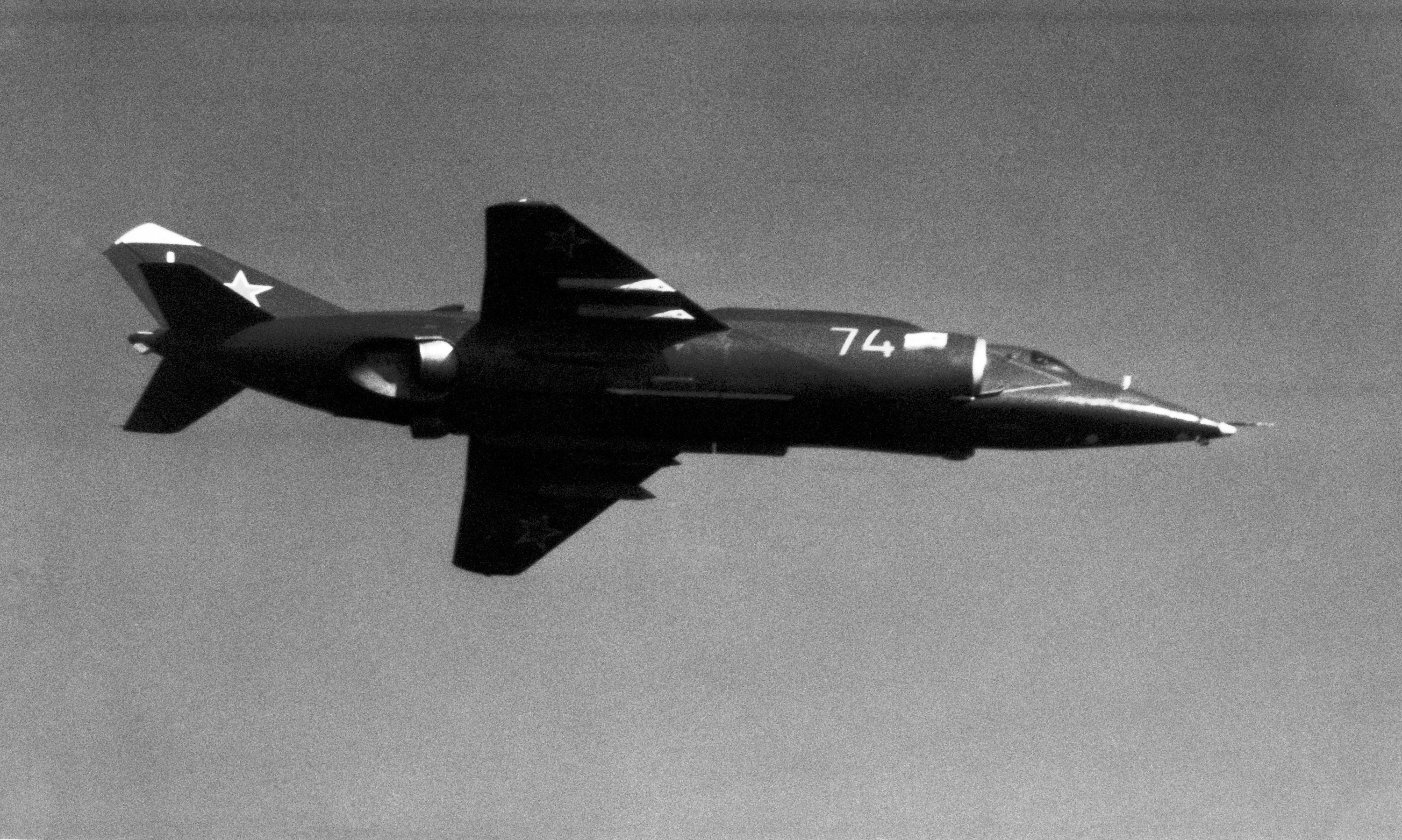
Jak-38 w locie poziomym

Od lat 50. w wielu państwach rozpoczęto prace nad samolotami bojowymi pionowego startu i lądowania, zdając sobie sprawę, że długie lotniska, jakich wymagały samoloty odrzutowe, szybko mogą zostać zniszczone podczas wojny. Również w radzieckim biurze konstrukcyjnym Jakowlewa skonstruowano samolot pionowego startu i lądowania (VTOL) Jak-36. Samolot ten jednak pozostał konstrukcją jedynie eksperymentalną i nie nadawał się do zastosowania bojowego, m.in. z powodu zbyt małej mocy silników. W biurze Jakowlewa podjęto więc prace nad nowymi konstrukcjami tego rodzaju.
W 1967 zastępca głównego konstruktora S. Mordowin z inżynierem W. Pawłowem przystąpili do projektowania nowego samolotu, który miał być napędzany jednym silnikiem startowo-marszowym z ruchomymi dyszami, a podczas startu i lądowania dodatkowo dwoma silnikami startowymi umieszczonymi pionowo w kadłubie. Sam Aleksandr Jakowlew był przeciwny konstruowaniu samolotu z dodatkowymi silnikami startowymi, uważając, że samolot powinien mieć jeden uniwersalny silnik startowo-marszowy (jak brytyjski Harrier), lecz ministerstwo przemysłu lotniczego nakazało dalszy rozwój tego projektu (ZSRR i tak nie posiadało wówczas odpowiednich silników). W grudniu tego roku komitet centralny partii KPZR i Rada Ministrów ZSRR wydały postanowienie o budowie lekkiego samolotu szturmowego Jak-36M. Pomimo oznaczenia, nie miał on nic wspólnego z eksperymentalnym Jakiem-36. Samolot miał służyć do bliskiego wsparcia wojsk naziemnych w warunkach widoczności celu oraz, bazując na okrętach, do walki z okrętami i celami naziemnymi, a w ograniczonym zakresie do zwalczania celów powietrznych w postaci samolotów transportowych, wczesnego ostrzegania, patrolowych i śmigłowców.

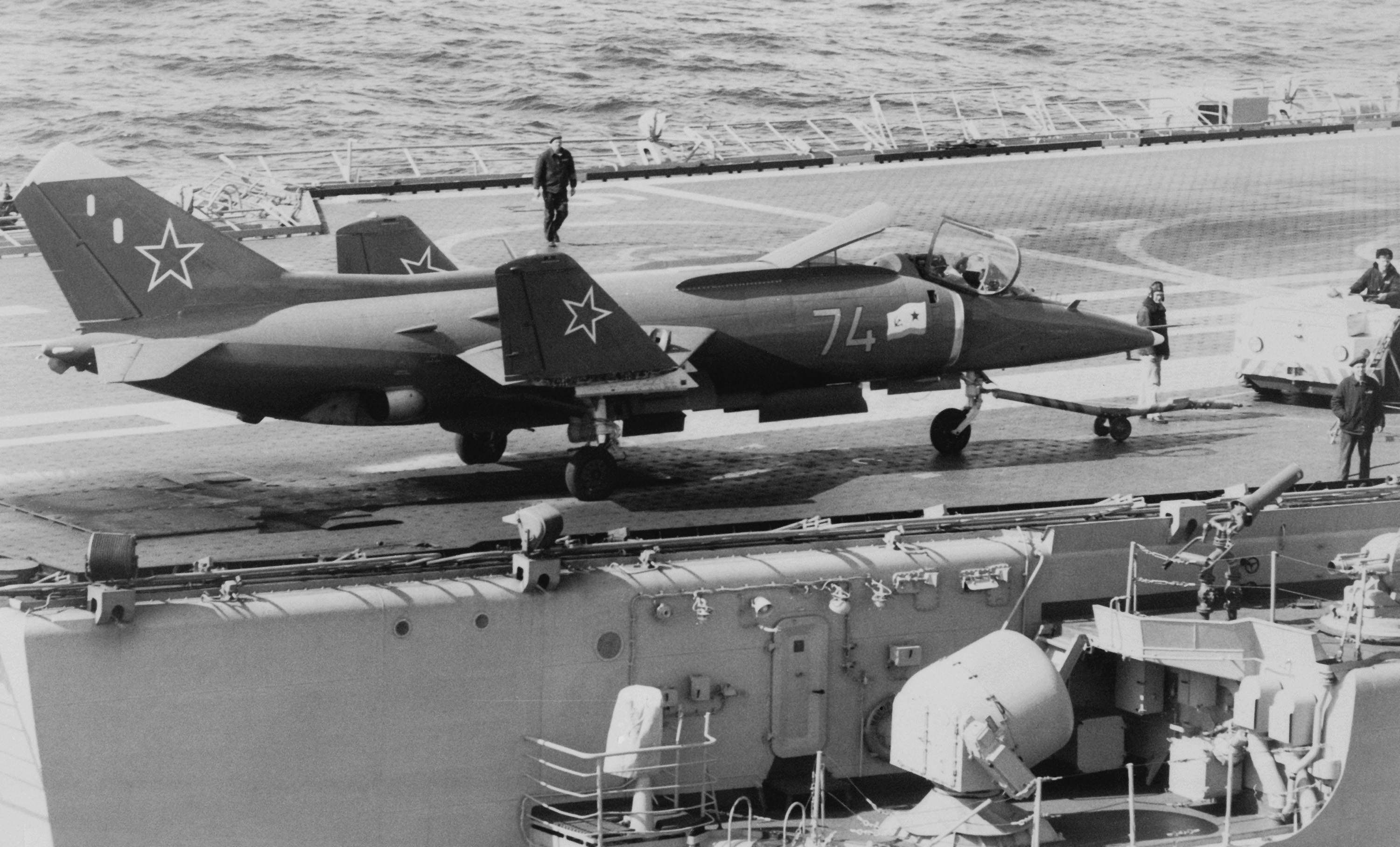
Jak-38 ze złożonymi skrzydłami

Pierwszy prototyp Jaka-36M ukończono 15 kwietnia 1970. Po próbach na uwięzi, 22 września 1970 na samolocie tym dokonano pierwszego zawisu pół metra nad ziemią (pilot Walentin Muchin). 2 grudnia 1970 na drugim prototypie dokonano oblotu samolotu, z konwencjonalnym startem i lądowaniem (W. Muchin). Próby kontynuowano na trzecim prototypie ukończonym w marcu 1971 i czwartym ukończonym w marcu 1973. W związku z konfiguracją samolotu, próby były znacznie bardziej złożone i długotrwałe niż konwencjonalnych samolotów i obejmowały m.in. opracowanie techniki przejścia do lotu poziomego po starcie pionowym oraz hamowania w locie poziomym. 25 grudnia 1970 na drugim prototypie dokonano po raz pierwszy lotu o pełnym profilu: pionowy start, lot poziomy i pionowe lądowanie (pilot Michaił Dieksbach). W kwietniu 1972 zakończono próby fabryczne i samoloty przekazano na próby państwowe, których pierwszy etap trwał do września 1974 (warto zauważyć, że podczas prób nie utracono żadnego z prototypów). 18 listopada 1972 Jak-36M po raz pierwszy lądował na okręcie – zakotwiczonym krążowniku śmigłowcowym „Moskwa”, a 22 listopada odbył na nim start i lądowanie (pilot M. Dieksbach). 18 maja 1975 pierwsze dwa samoloty lądowały na docelowym okręcie, który miał być w nie wyposażony – krążowniku lotniczym „Kijew”.
Próby zakończyły się zaakceptowaniem samolotu do produkcji i jeszcze w 1974 zbudowano w zakładzie w Saratowie trzy pierwsze maszyny seryjne, pierwszy z nich ukończono 15 maja 1974. Dopiero jednak 11 sierpnia 1977 samolot Jak-36M oficjalnie przyjęto na uzbrojenie postanowieniem partii i Rady Ministrów, jednocześnie jego oznaczenie zmieniono na Jak-38. W latach 1974–1982 wyprodukowano 143 samoloty tej wersji.

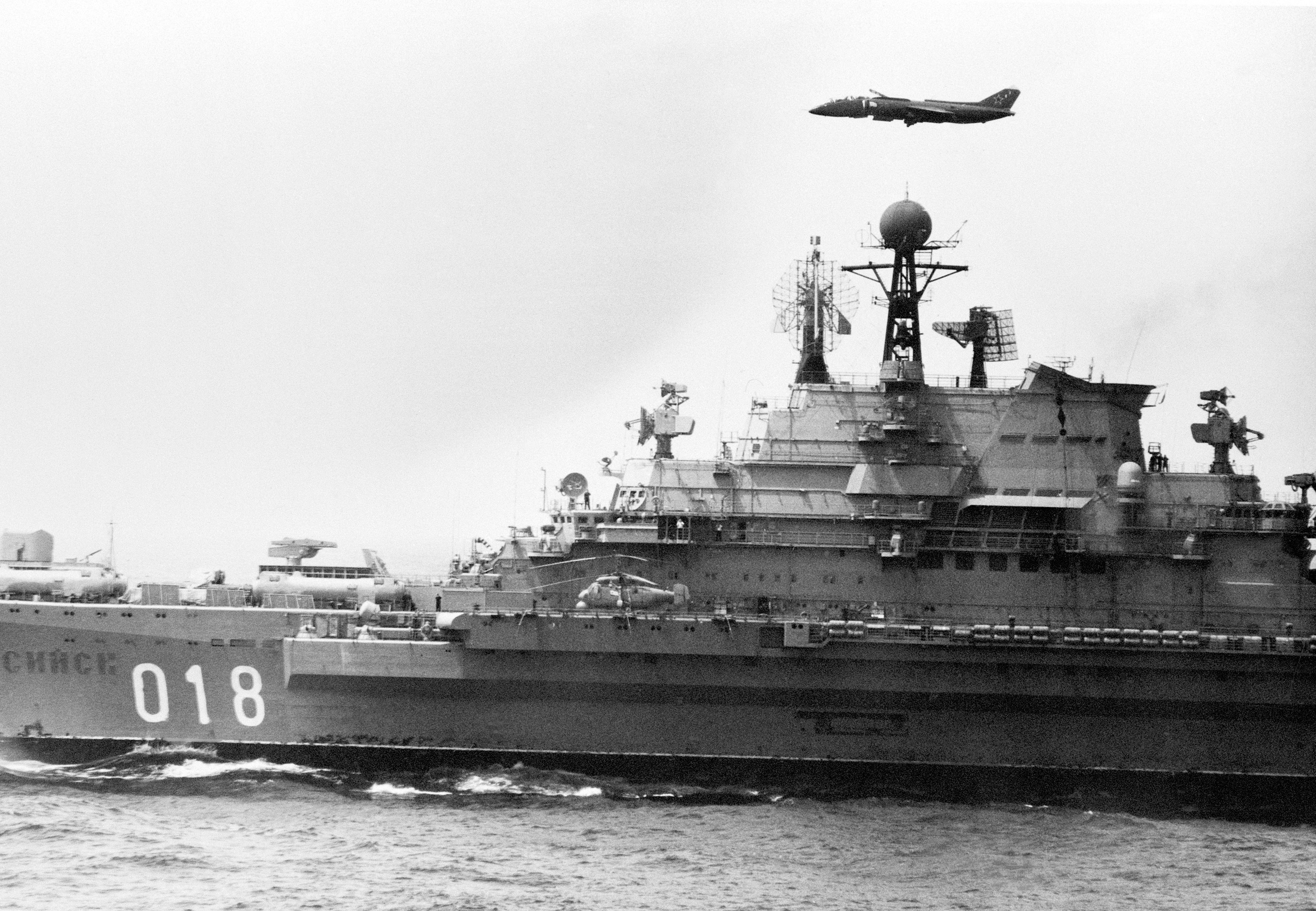
Jak-38U nad krążownikiem lotniczym „Noworossijsk”.

W związku z trudnością pilotażu samolotu pionowego startu i lądowania, opracowano także jego wersję szkolno-treningową Jak-36MU, posiadającą dwumiejscową kabinę w wydłużonym i opuszczonym w dół nosie kadłuba. Pierwszy egzemplarz samolotu ukończono w maju 1972, w 1977 ukończono jego próby państwowe. 15 października 1978 zmieniono oznaczenie samolotu na Jak-38U. W latach 1977–1982 wyprodukowano 38 samolotów tej wersji.
Na skutek doświadczeń eksploatacji Jaków-38, opracowano zmodernizowany wariant samolotu, oznaczony Jak-38M. Dwa prototypy zbudowano w 1982. Nowa wersja odznaczała się zastosowaniem silników o większym ciągu, co pozwoliło na zwiększenie udźwigu o pół tony. Nieco zmieniono konstrukcję kadłuba, głównie w okolicy chwytów powietrza. Zastosowano też kierowane przednie koło podwozia. Wprowadzono ponadto możliwość użycia podwieszanych zbiorników paliwa. 30 listopada 1982 odbyto pierwsze próby zawisu, a 10 lutego 1983 lot po pełnym profilu. Po próbach, Jak-38M został przyjęty na uzbrojenie i w latach 1982–1989 zbudowano ich 50.

## Użycie

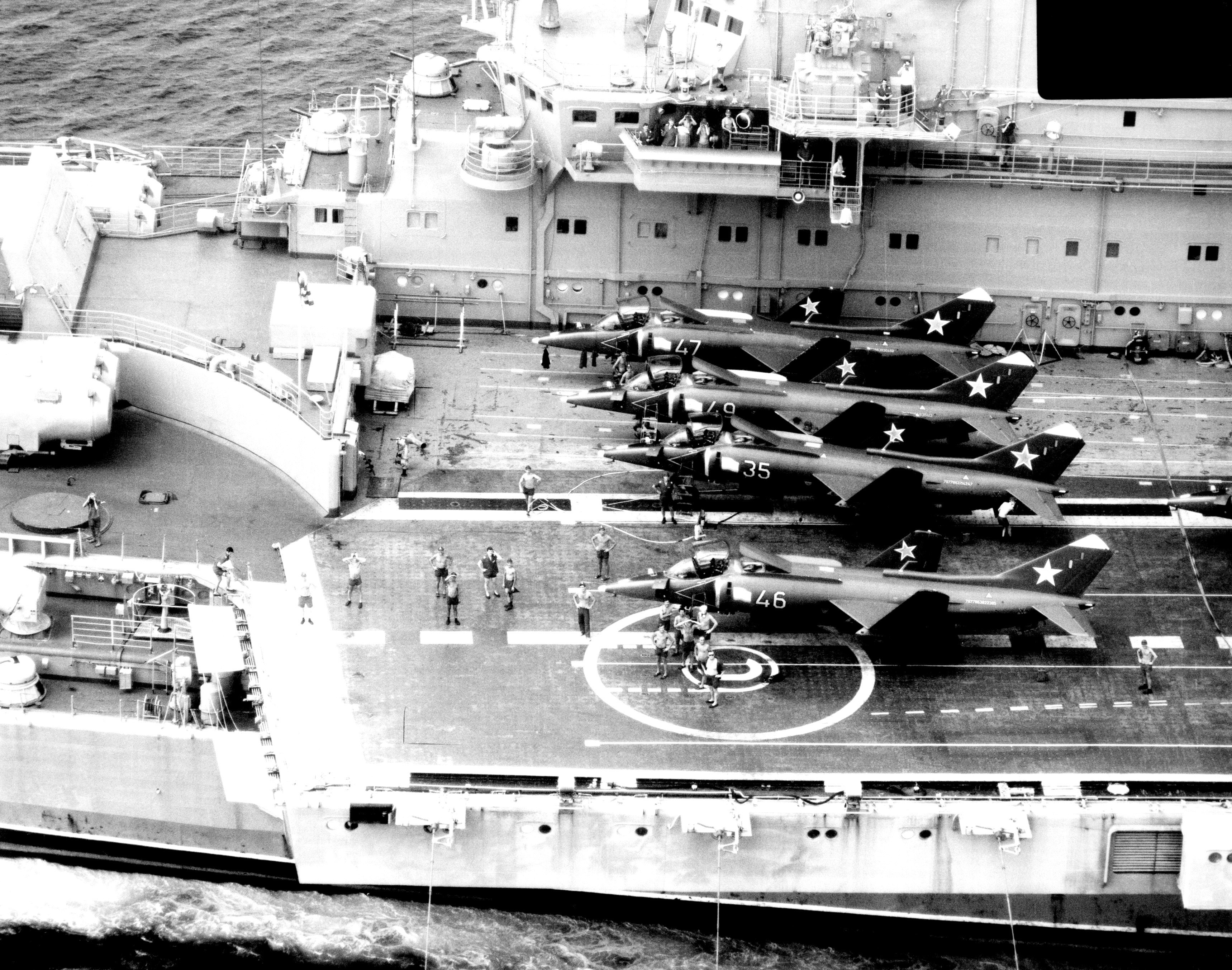
Jaki-38 na pokładzie krążownika lotniczego Mińsk (1975)

Samoloty Jak-36M zaczęły wchodzić do jednostek w 1975 – najpierw do doświadczalnego centrum lotnictwa morskiego „Nitka” w Sakach na Krymie, która stanowiła ośrodek szkolenia pilotów. 16 lipca 1976 krążownik lotniczy „Kijew” z 6 Jakami-36M na pokładzie przebazował z Morza Czarnego przez Morze Śródziemne na północ Rosji, dając państwom zachodnim pierwszą okazję do dokładnej obserwacji nowych samolotów.
Początkowo samolotów tych używano jedynie w reżimie pionowego startu i lądowania (VTOL), przy czym technika ta wymuszała start z ograniczoną ilością uzbrojenia lub paliwa, a promień działania samolotu był bardzo ograniczony. Problemy te uwidoczniły się zwłaszcza w gorącym klimacie, podczas rejsu krążownika lotniczego „Mińsk” wokół Afryki (marynarze nawet nazywali Jaki „samolotami obrony topu masztu”).
Od 1979 prowadzono próby techniki krótkiego startu i lądowania, pozwalającej na zwiększenie udźwigu i zasięgu (przy krótkim starcie oszczędzano 80 kg paliwa, a przy lądowaniu – 120 kg). Zwiększyło to promień działania na małej wysokości z 75 do 250 km, a na dużej ze 150 do 300 km, dla samolotu bez zbiorników dodatkowych. Na początku lat 80. wdrożono tę technikę na okrętach. Jedynymi nosicielami Jaków-38 były cztery radzieckie krążowniki lotnicze typu Kijew i pochodnych („Kijew”, „Mińsk”, „Noworossijsk” i „Admirał Gorszkow” ex. „Baku”), lecz istniała możliwość awaryjnego używania ich także na innych okrętach, pod warunkiem wyposażenia ich w żaroodporną platformę startową. We wrześniu 1984 po raz pierwszy dokonano udanej próby lądowania Jak-38 na statku cywilnym (statku ro-ro „Agostino Neto”), przystosowanym przez zastosowanie platformy startowej. Prowadzono też w 1980 próby startu i lądowania z rozkładanej platformy o rozmiarach 10 × 15 m, holowanej przez ciężarówkę.
Oprócz lotnictwa morskiego, jedyne użycie samolotów Jak-38 miało miejsce podczas interwencji w Afganistanie. Cztery samoloty weszły w skład doświadczalnej eskadry, która służyła w Afganistanie od kwietnia do maja 1980. Odbyto na nich tam 107 lotów, które jednak wykazały kiepskie własności samolotu w gorącym klimacie.
Od 1991 rozpoczęto wycofywanie Jaków-38 do rezerwy, a w 1992 wycofano je z uzbrojenia. Niewprowadzenie do produkcji seryjnej jego następcy Jaka-141 spowodowało, że wkrótce też wycofano ich nosiciele – wszystkie cztery krążowniki lotnicze typu Kijew.

## Opis konstrukcji

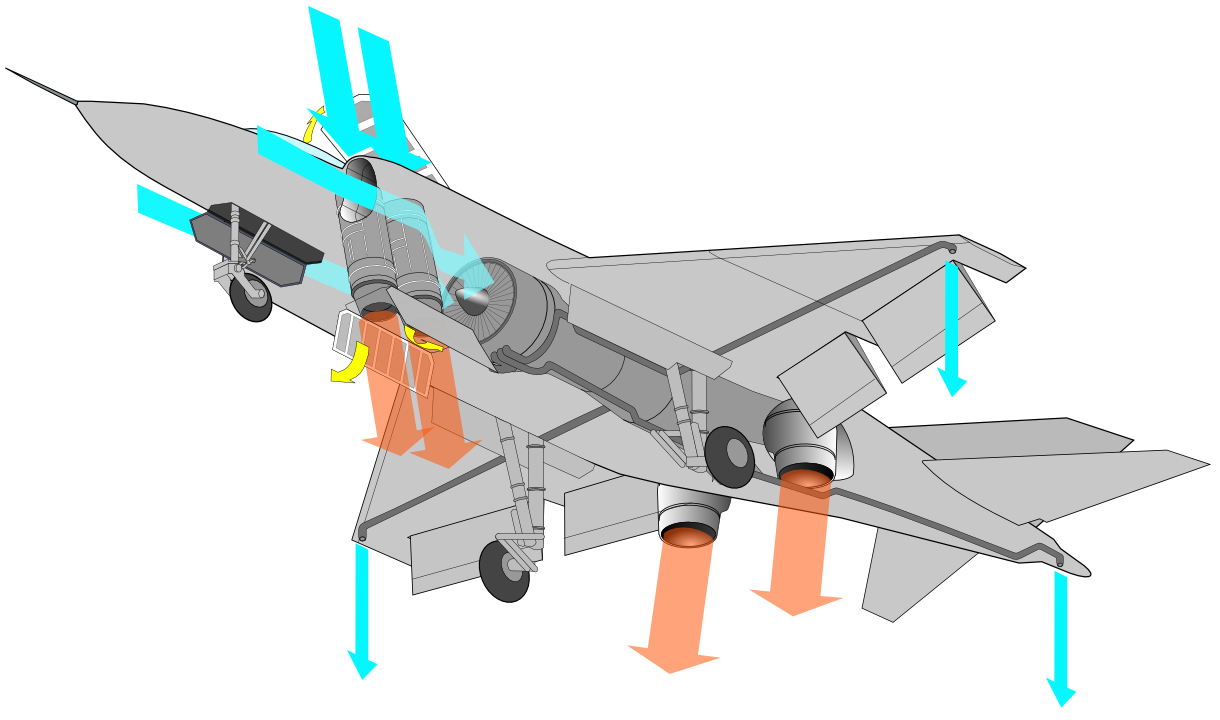
Rozkład sił nośnych w Jaku-38

Jednomiejscowy średniopłat o konstrukcji całkowicie metalowej, płatowiec w układzie klasycznym. Kadłub o konstrukcji półskorupowej, zbliżony w przekroju do spłaszczonego owalnego. Skrzydła o małym wydłużeniu, skosie 45° i wznosie ujemnym 10°, dwudźwigarowe. Zewnętrzne części skrzydeł są składane hydraulicznie do góry do hangarowania. Usterzenie klasyczne, skośne. Kabina pilota hermetyzowana, typu wentylowanego, w przedniej części kadłuba, zakryta oszkloną osłoną, składającą się ze stałego wiatrochronu z płaską przednią szybą i odchylanej w prawo osłony nad pilotem. Kabina wyposażona w fotel wyrzucany K-36WM (na prototypach i pierwszych 14 samolotach KJa-1M) z systemem automatycznego katapultowania. Po bokach przedniej części dwa nieregulowane wloty powietrza do silnika głównego. Za kabiną pilota w kadłubie umieszczone są pod kątem zbliżonym do pionu jeden za drugim dwa silniki startowe, z chwytem powietrza pod unoszoną klapą na grzbiecie samolotu. Główny silnik odrzutowy marszowo-startowy w środkowej części kadłuba, z dwiema ruchomymi dyszami w dolnej tylnej części kadłuba. Podwozie samolotu trójkołowe, z pojedynczymi kołami, wciągane do luków w kadłubie. Baza podwozia głównego – 2,75 m. W ogonowej części spadochron hamujący o powierzchni 13 m².
Napęd: silnik turboodrzutowy marszowo-startowy R-27W-300 o ciągu 6100 kg z dwiema ruchomymi dyszami oraz dwa silniki startowe RD-36-35FW lub FWR o ciągu po 3050 kg (Jak-38M: silnik R-28-300 o ciągu 7100 kg i dwa startowe RD-38 o ciągu po 3250 kg). Dysze silnika marszowo-startowego opuszczają się w sposób synchronizowany. Paliwo w 2 zbiornikach w kadłubie o masie 2750 kg.

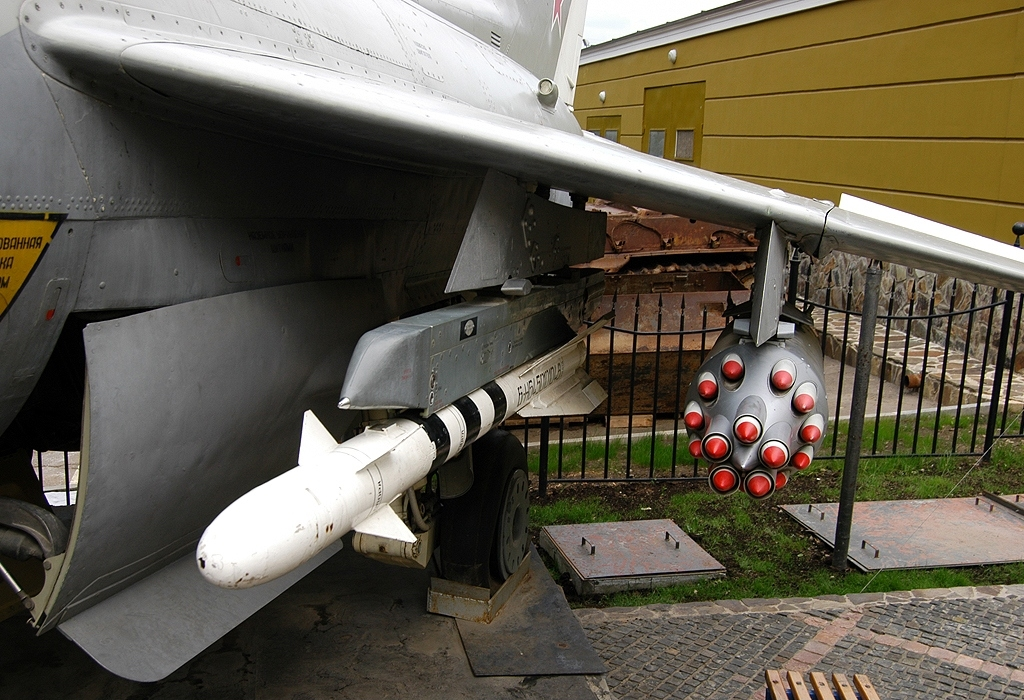
Uzbrojenie przenoszone przez Jak-38

Uzbrojenie: stałego brak, podwieszane na 4 węzłach podskrzydłowych, o masie 1000 kg przy pionowym starcie, 1500 kg przy krótkim starcie (Jak-38M – 2000 kg). W skład uzbrojenia wchodzą
bomby lotnicze o masie do 250 kg,możliwe było też przenoszenie bomby RN-41 z ładunkiem jądrowym, bomby zapalające ZB-500, wyrzutnie niekierowanych pocisków rakietowych S-5 typu UB-16 lub UB-32, S-8, S-24, pociski kierowane powietrze-ziemia Ch-23M lub Ch-25MR, pociski powietrze-powietrze bliskiego zasięgu naprowadzane termicznie R-3 lub R-60, podwieszane działka 23 mm (zasobnik UPK-23-250), kasety bombowe, zasobniki zapalające.
Wyposażenie: celownik strzelecki ASP-PFD-21, aparatura Delta-NG2 naprowadzania pocisków Ch-25 (podwieszana w gondoli).

## Ocena

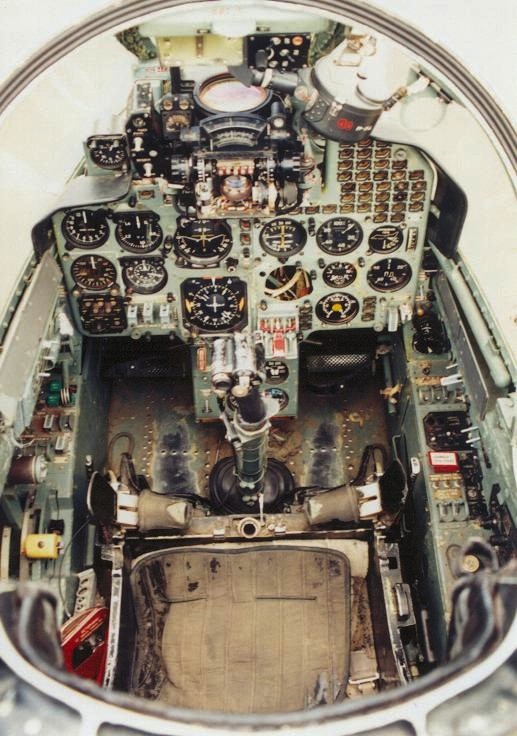
Kabina Jak-38

Samoloty Jak-38 miały ograniczone możliwości bojowe. Głównymi ich wadami był mały promień działania (przy pionowym starcie do ok. 170 km) i krótkotrwałość lotu oraz niewielki udźwig uzbrojenia, wynikające po części z dużego zużycia paliwa podczas pionowego startu i lądowania oraz z przyjętej konfiguracji z silnikami pomocniczymi, stanowiącymi zbędny ciężar w czasie lotu. Samolot, którego głównym przeznaczeniem były misje szturmowe przy dobrej widoczności, posiadał stosunkowo niewielki asortyment i udźwig przenoszonego uzbrojenia (1000 kg przy pionowym starcie). Jak-38 słabo nadawał się do zadań myśliwskich, nie posiadając radaru oraz przenosząc jedynie pociski powietrze-powietrze bliskiego zasięgu R-3 lub R-60 i mając stosunkowo niewielką prędkość, niewiele przekraczającą prędkość dźwięku. Nie posiadał też uzbrojenia stałego. Możliwości samolotu w niewielkim zakresie poprawiło wdrożenie techniki krótkiego startu i lądowania, pozwalających na zwiększenie udźwigu uzbrojenia przez wykorzystanie siły nośnej skrzydeł przy starcie i zasięgu przez zmniejszenie zużycia paliwa. W przeciwieństwie do brytyjskiego Harriera, samoloty te nie nadawały się natomiast do pozwalającego jeszcze zwiększyć te parametry startu ze „skoczni” (wznoszącego się pokładu). Również w przeciwieństwie do Harriera, układ konstrukcyjny Jaka-38 nie pozwalał mu na wykorzystywanie ruchomych dysz w locie poziomym w celu zwiększenia manewrowości. Niemniej jednak, mimo ograniczeń, samolot ten był interesującą i w miarę udaną konstrukcją, pozostając jednym z dwóch produkowanych na świecie w XX wieku samolotów pionowego startu i lądowania. Pozwolił zwiększyć potencjał bojowy marynarki radzieckiej, aczkolwiek w żadnym razie nie pozwalał na przeciwstawienie się lotniskowcom państw zachodnich.
Z uwagi na użycie do napędu samolotu podczas pionowego startu i lądowania trzech silników, awaria jednego z nich mogła zakończyć się błyskawiczną utratą sterowności i katastrofą. Dlatego w samolocie zastosowano, wzorem eksperymentalnego Jaka-36, unikatowy w świecie automatyczny system katapultowania lotnika w razie przekroczenia przez samolot krytycznych kątów i prędkości kątowych przechyłu (system mógł zostać też wyłączony, lecz po pierwszym śmiertelnym wypadku zakazano jego wyłączania). Pierwsze użycie systemu automatycznego katapultowania 4 marca 1976 nastąpiło na skutek błędu systemu, a samolot bez pilota kontynuował lot aż do wyczerpania paliwa, jednakże już 15 stycznia 1977 system uratował życie pilotowi, katapultując go na 0,2 s przed upadkiem samolotu. Podczas eksploatacji samolotów miało miejsce 17 przypadków automatycznego katapultowania (w tym dwa podwójne na Jak-38U) i wszystkie zakończyły się pomyślnie. Ponadto kilkunastu pilotów katapultowało się z Jaków-38 w locie poziomym. Mimo że stopień awaryjności Jaków-38 był dość wysoki, podczas eksploatacji zanotowano jedynie kilka ofiar śmiertelnych. Ogółem w wypadkach utracono 36 samolotów z 231 wyprodukowanych (15,5%).
Konstrukcja układu napędowego Jak 38 z silnikiem marszowym oraz dwoma osobnymi silnikami startowymi była bardzo zawodna w eksploatacji. Zawodność takiej konfiguracji napędu oraz duże wymagania w zakresie jego bieżącej obsługi stały, się bezpośrednim powodem odrzucenia przez amerykański korpus piechoty morskiej, podobnego systemu opracowywanego przez McDonnell Douglas w programie F-35B.